# Баян-Ундэр
Бая́н-Ундэ́р (бур. Баян үндэр — богатая высота) — хуннское городище (укреплённое поселение) возрастом около двух тысяч лет, находится на территории Джидинского района Республики Бурятии на берегу реки Джиды. Городище имело сложную оборонительную конструкцию, которая состояла из двух земляных валов и рва между ними. Внешний вал на момент существования поселения был укреплён частоколом из толстых жердей. Городище окружали стены, сделанные из утрамбованной земли, речного песка и дресвы. Внутри городища находились два здания. Одно из них имело отопительную систему типа кан с очагом и дымоходом, вокруг здания была установлена оградка. Второе здание располагалось на валу и представляло собой установленные каменные плиты, образующие три стены, остатков перекрытия не обнаружено.
Укреплённое поселение было небольших размеров, но имело очень хорошее местоположение. Оно не было оборонительным из-за малых размеров, его стены не смогли бы задержать большие армии. Хунну очень скептически относились к обороне в осаде, а больше полагались на подвижность своих армейских подразделений, в чём, по их мнению, заключалась одна из главных причин их военной неуязвимости.
По предположению археолога С. В. Данилова, городище могло служить резиденцией местного правителя или предводителя. В то же время, по замечанию Н. Н. Крадина, при раскопках не была обнаружена черепица, которая, по его мнению, «является индикатором строительства зданий с административными или культовыми функциями».
Городище открыто в 1949 году археологом А. П. Окладниковым. Раскапывалось начиная с 1985 года П. Б. Коноваловым и археологической экспедицией Бурятского института общественных наук СО АН СССР (руководитель — С. В. Данилов).
Памятник является объектом культурного наследия России федерального значения. 

## Местоположение памятника

Урочище Баян-Ундэр на левом берегу Джиды

Городище находится к юго-западу от села Дырестуй Джидинского района Республики Бурятии, на предгорном шлейфе горы Сельгер, на берегу реки Джиды. В 2—3 км на юго-запад расположен хуннский могильник Дырестуйский Култук.
Первоначально памятник был описан в монографии археолога Е. А. Хамзиной «Археологические памятники Бурятии» как гуннское городище Голы-Очи (на противоположном берегу реки Джиды располагалась одноимённая деревня). Местность, на которой расположено городище, местные жители называют «Баян Ундэр», по названию господствующей высоты в урочище, что в переводе с бурятского означает «богатая высота». После исследований городища С. В. Даниловым ему было дано новое название по местоположению памятника — Баян Ундэр.

## Археологические раскопки
Городище открыто в 1949 году археологом А. П. Окладниковым.
В 1985 году памятник осмотрел археолог П. Б. Коновалов. С 1988 года здесь работала археологическая экспедиция Бурятского института общественных наук СО АН СССР под руководством археолога С. В. Данилова. Первоначально на городище был снят план местности. После этого в 1989 году проводилось изучение валов городища путём прокладки траншей. Первая траншея была заложена в восточной части внутреннего вала. В 1990 году были поставлены два раскопа (6×4 м каждый), которые позже были расширены. Общая площадь раскопа составила 66 м².
В 1991 году был поставлен раскоп 20×12 м, позже к нему были сделаны прирезы, в результате общая площадь поставленного раскопа составила 392 м². В северной и восточной части исследуемой области на глубине в 15 — 20 см были обнаружены остатки сооружений, сделанных из глины. В 2008 году городище обследовал археологический отряд ИМБТ СО РАН под руководством С. В. Данилова. В 2020-х годах на городище проводились исследования методом георадиолокации с помощью георадара ОКО-2, эти исследования позволили без раскопок уточнить пространственную структуру памятника.

## Городище
Известно более 20 городищ хунну, расположенных на территории Сибири и Монголии, но изучены на современном уровне только четыре укреплённых городища — Иволгинское (Бурятия), Баян-Ундэр (Бурятия), Тэрэлжин Дэрэвэлжин (Центральная Монголии) и городище близ Абакана в Хакасии, — а также два неукреплённых поселения: Дуренское (Бурятия) и Боро (Центральная Монголия). Нет единого мнения о том, какое место занимали осёдлые населённые пункты у хуннов. Одни исследователи (Г. П. Сосновский, Ц. Доржсурэн, М. И. Рижский, П. Б. Коновалов, С. В. Данилов, Х. Пэрлээ) считали, что хунну не были кочевниками в чистом виде, а представляли собой полукочевой этнос и, соответственно, жили в этих городищах. По мнению других исследователей (А. Н. Бернштам, Ма Чаншоу, А. В. Давыдова, Л. Н. Гумилёв, С. И. Руденко, А. М. Хазанов, Г. Е. Марков), в городищах жили по большей части иммигранты или пленники из осёдло-земледельческих обществ. Хуннские городища, из-за своего небольшого размера, не могли выполнять оборонительные функции — они не способны были задержать большие армии. Кроме того, в военной тактике хунны полагались на подвижность армейских подразделений и скептически относились к обороне в осаде, в этом они видели одну из главных причин своей военной неуязвимости.
Отсутствие следов производства и малый размер городища Баян-Ундэр могло означать иную функцию поселения, нежели у Иволгинского городища и Дуренского поселения. Городище Баян-Ундэр могло служить для проживания небольшого по численности населения, не занятого в какой-либо масштабной производственной деятельности. По предположению С. В. Данилова, городище могло быть резиденцией местного правителя или предводителя, осуществлявшего на этой территории некоторые властные функции в рамках своего ранга. В то же время, при раскопках хуннских городищ, расположенных на территории современной Бурятии, в отличие от городищ найденных на территории Монголии, не была обнаружена черепица, которая, по мнению Н. Н. Крадина, «является индикатором строительства зданий с административными или культовыми функциями». Баян-Ундэр, наряду с Иволгинским городищем и Дуренским поселением, является наиболее изученным осёдлым памятником хунну, найденным на территории Бурятии.
Городище Баян-Ундэр, возрастом около 2000 лет (укреплённое поселение времён хунну), имело форму четырёхугольника и двухступенчатую систему фортификаций — было ограничено двумя независимыми земляными валами и рвом шириной ⅛ от длины внутреннего вала. В верхней части ширина рва доходила до 3,2—3,3 м, глубина рва составляла 1,6 м, если измерять от современной поверхности. Городище было небольших размеров, но имело очень хорошее местоположение. Внутри поселения за валами было раскопано два здания, одно из которых имело столбовую конструкцию и было оборудовано отопительной системой с очагом и дымоходом. В 15 м от входа, напротив него, располагалось круглое возвышение 1 м высотой и 12 м в диаметре — по предположению С. В. Данилова, это одна из частей укрепления, «привратная башня». Городище имело сложную оборонительную конструкцию, внутренние укрепления были окружены стенами, сделанными из утрамбованной земли, речного песка и дресвы.
Первый вал городища внутренний, он отсекал площадку почти квадратной формы, размером 70×70 м. Вал имел высоту около 1,1 м с внешней стороны от современной поверхности и около 0,8 м с внутренней. По мнению С. В. Данилова, внутренний вал был сложен из грунта, который извлекался при строительстве оборонительного рва, расположенного перед ним с наружной стороны. На момент проведения исследований вал представлял собой руины конструкции из глины с включением мелкой и средней дресвы. В период существования городища внутренний вал был укреплён частоколом из толстых жердей, на момент раскопок остатки частокола найдены на северном участке вала. От основания вала и до края рва было некоторое пространство или площадка неизвестного назначения.
Второй вал, внешний, гряда высотой чуть выше уровня современной поверхности — 10−20 см, окружал площадку размером 200×180 м. Вал представлял собой гряду из камней, на момент раскопок расположенных беспорядочно. В общей картине конструкция и назначение внешнего вала пока не ясны, не прояснила их и траншея, проложенная через вал. Вход в городище располагался в южной части вала и был выделен двумя деревянными столбами. На гребнях обоих валов лежали задернованные камни непонятного назначения. Поверхность валов не имела углублений и выступов, их ширина на момент раскопок составляла от 10 до 15 м. По углам валов каких-либо оборонительных сооружений не было. Внешний вал восточной стороной упирался в берег реки и, скорее всего, поэтому подвергся разрушению. На южной части вала со стороны реки, по предположению С. В. Данилова, проходила линия оборонительных сооружений; об этом свидетельствуют гряды камней, похожие камни были и на остальных частях вала. На гребне вала найдены две каменные плиты, одна из них шириной 0,5 м и длиной 1,6 м.
В северо-западном углу городища найдены остатки наземного здания площадью около 70 м², с размерами 8,7×8×7,6×8,9 м и толщиной стен около 0,5 м, сделанных из сырцовой (необожжённой) глины. С. В. Данилов установил, что стены изготавливались путём укладки влажной глины в подготовленную опалубку: отпечатки досок опалубки остались на внешних сторонах стен. Стены здания построены строго вертикально и были тщательно обмазаны слоем глины толщиной 2-3 см. На момент раскопок от них сохранилась только нижняя часть. Вход в здание, ограниченный с двух сторон деревянными столбами, от которых также сохранились только нижние части, был в южной стене ближе к юго-восточном углу. С внешних сторон стен, на глиняных квадратных выступах, сохранились фрагменты деревянных столбов, установленных на каменное основание, служившее им твёрдой опорой, подложенное на дно вырытых под столбы ям. У стены, расположенной в северной части здания, было четыре таких выступа, на южной — два, на западной и восточной сторонах — по одному. По мнению С. В. Данилова, эти выступы вместе со зданием входили в единый строительно-архитектурный ансамбль. Одиночные выступы с деревянными столбами с западной и восточной стороны, по всей видимости, держали центральные несущие балки. Столбы возле северной и южной сторон являлись «опорами для боковых несущих балок, к которым крепились стропила», возможно, они могли служить также «для придания дополнительной устойчивости стенам здания». Внутри жилища найдены остатки столба, который служил подпоркой центральной балки, он стоял в неглубокой ямке на твёрдом основании — каменной плите. Высота здания не известна, но по массивному развалу можно судить о том, сколько строительного материала было затрачено на его строительство. По конструкции здания С. В. Данилов предположил, что оно имело двускатную крышу.
Вокруг здания была построена глинобитная ограда, повторяющая контуры сооружения и отстоящая от него с северной стороны на 1,55 м, с восточной — 1,55 м, с западной — 1,7 м и с южной стороны на 1,6 м. Высота этой стены не известна, но судя по величине развала, она не была символической или декоративной и, по версии С. В. Данилова, служила для отделения некоторой хозяйственной зоны неясного назначения. Проход, обрамлённый с двух сторон стенками, находился в юго-западной части ограды, он выходил за её пределы и тянулся на восемь метров по направлению к югу в виде коридора. Вход в здание и выход в стене соединялись глиняной дорожкой-переходом, имевший продольные стены шириной 0,55 — 0,4 м и длиной 1,4 м. В образовавшийся внутренний дворик, ограниченный зданием и окружающими его стенами, можно было попасть через проход-коридор, находящийся в юго-западной части сооружения. Здание совмещало в себе признаки жилой постройки и хозяйственного помещения.
Отопительная система жилища представляла собой расположенный в северо-восточном углу кан с очагом и дымоходом, выложенный гранитными плитами. На момент раскопок от печи сохранились массивные каменные плиты, частично сохранившие вертикальное положение, — остатки отопительного канала, проложенного вдоль северной и западной стены. Похожая система отопления известна с открытия Иволгинского городища.
Восточнее внутреннего вала были раскопаны остатки ещё одного сооружения, представленного установленными в три стены каменными плитами. Оно напоминает жилище, но его расположение на валу, а также отсутствие остатков перекрытия, подобно аналогичным находкам из Иволгинского городища, не даёт веских оснований отнести его к таковым.
Результаты исследований с помощью георадиолокации в 2020-х годах показали, что на территории городища имелись строения и ограды из глины, была ровная площадка. Видны остатки «укреплённого входа в ограду здания», которое примыкало к середине южной стены городища, определены предположительно остатки южной и восточной стен. В северо-восточном углу внутреннего вала обнаружен «объект в форме овального котлована». Между рвом и внешнем валом найдены четыре локальных объекта размерами 5×5 м, ещё три подобных объекта обнаружены вблизи северо-восточного сегмента внешнего вала.

### Охранный статус
Памятник археологии охраняется государством в соответствии с Постановлением Совета Министров Бурятской АССР № 134 от 26 мая 1983 года.
В едином государственном реестре объектов культурного наследия (памятников истории и культуры) народов Российской Федерации приказом Министерства культуры РФ № 29700-р от 29 декабря 2015 года городище зарегистрировано как объект культурного наследия федерального значения «Городище», с присвоением ему регистрационного номера 031540389040006.

## Находки
Находки во время раскопок конца 1980-х — начала 1990-х годов представлены фрагментами керамики коричневого цвета со следами лощения, фрагментом стенки сосуда с внешней стороной чёрного цвета и толщиной 0,7 см, фрагментом толстостенного сосуда (1,4 см) серого цвета, обломком стенки сосуда слабого обжига с примесью песка в глине и ещё одним фрагментом сосуда с чёрными стенками. Встречались также обломки костей животных.
Среди артефактов городища особый интерес представляет находка ханьского зеркала из белой оловяннистой бронзы — культового предмета, использовавшегося в погребальных обрядах. Зеркало, по всей видимости, было разбито железным ножом с односторонне заточенным лезвием, найденным здесь же. Артефакт найден С. В. Даниловым при раскопках наземного жилища, в его северо-восточном углу. Находка хранится в музее БНЦ СО РАН. Зеркало плоское, округлой формы, диаметром 8 см, очень хорошо сохранилось — утеряны лишь два фрагмента. Остальные 24 зеркала, найденные на территории Южной Бурятии и Северной Монголии, представлены лишь фрагментами. У Баян-Ундэрского зеркала по центру находится немного сточенная и с плоским верхом шишка-петля, окружённая ободком и кольцом, у которого внутренняя сторона образует двенадцать арок. На отставшей части зеркала, покрытой орнаментом, между лентами в виде полосок, расположенных параллельно друг другу, сделана иероглифическая надпись. По краю зеркала проходит скошенный внутрь бортик шириной 0,8 см. Датировка зеркала затруднительна, так как в средневековом Китае (танское и сунское время) ханьские зеркала часто подделывались. Согласно классификации М. Рупперта и О. Тодда, Баян-Ундэрское зеркало относится к типу центрально-арочных зеркал, по китайской классификации относится к типу жи гуан.
Сохранившаяся на зеркале иероглифическая надпись состоит из 14 знаков, ещё два иероглифа утеряны. По предположению И. В. Филипповой, сделанному на основании результатов проведённых анализов и многочисленных исследований похожих зеркал, не сохранился иероглиф «жи» (в переводе — «солнце») и связующий иероглиф. Таким образом, надпись на зеркале, по И. В. Филипповой, читается как «цзянь жи чжи гуан тянь ся да мин» — «когда видишь солнечный свет, мир очень светел».